# Kazimierz Kowalczyk
Kazimierz Kowalczyk (ur. w 1961 w Rabie Wyżnej) – polski rzeźbiarz, rysownik, twórca instalacji, uczestnik niezależnego ruchu artystycznego na Wybrzeżu lat 80.

## Życiorys
Inicjator licznych wydarzeń i wystaw oraz współzałożyciel (z Grzegorzem Klamanem) studenckiej "Galerii Rotacyjnej" w Gdańsku. Absolwent Państwowego Liceum Sztuk Plastycznych im. Antoniego Kenara w Zakopanem. W latach 1981–1986 studiował na Wydziale Rzeźby w Państwowej Wyższej Szkole Sztuk Plastycznych (ASP) w Gdańsku. Na początku 1988 uległ ciężkiemu wypadkowi, powrócił do zdrowia po dwóch latach leczenia. Artysta mieszka i pracuje w Rabce.

## Ważniejsze wystawy (do 2012 r.)
- 1983 "Land art", Pińczów
- 1985 "Schody", hall PWSSP, Gdańsk
- 1985 "Rysunki na śniegu", Gdańsk
- 1985 "Rysunki na ziemi, Pińczów
- 1985 "Praca dyplomowa", Galeria "Wyspa", Gdańsk
- 1985 "Człowiek", akcja, hall PWSSP, Gdańsk
- 1985 "Napromieniowani", hall PWSSP, Gdańsk
- 1985 "Expresja lat 80-ych", BWA, Sopot
- 1985 "Rzeźby i rysunki", Galeria'd, Sopot
- 1990 "Arka", instalacja, Gdańsk
- 1991 "Człowiek z karabinem" i "Jezus jest w nas", Land art, Chociebuż, Niemcy
- 1991 "Wypełnieniem zakonu jest miłość", instalacja, Zakopane
- 1992 "Dwie bramy", instalacja, Gdańsk
- 1993 "Arka" obiekt, Wielka Wystawa Sztuki Narodów, Düsseldorf, Niemcy
- 1994 "Ziemia i dzieła, które na niej są, w ogniu sądzone będą" obiekt, Wielka Wystawa Sztuki Narodów, Düsseldorf, Niemcy
- 1994 "Stół" i "Kolosan 2.17", Land art, Tatrzańska Łomnica, Słowacja
- 1995 "Objawienie Jana 4.8", instalacja, Wielka Wystawa Sztuki Narodów, Düsseldorf, Niemcy
- 1996 "Kamienie krzyczeć będą" Galeria Pegaz w Zakopanem
- 1996 Wystawa zbiorowa, Nordwest-Zentrum, Frankfurt, Niemcy
- 1996 "Ew. Mateusza 16.16", instalacja i "Objawienie Jana 9.12", obiekt, Wystawa "Laboratorium 96" Koszyce, Słowacja
- 1997 "Przyjaciele z Polski", Traben-Trarbach, Niemcy
- 1999 "Siehe, Ich verkündige euch grosse Freude!", Ev. Südostgemeinde Darmstadt, Niemcy
- 2003 "Siehe, Ich verkündige euch grosse Freude!" (wystawa indywidualna) Ratyzbona, Niemcy
- 2004 wystawa indywidualna Diakonisches Werk Baden, Karlsruhe, Niemcy
- 2005 wystawa indywidualna, Schönau/Heidelberg, Niemcy
- 2006 wystawa indywidualna, Hasliberg-Hohfluh, Szwajcaria
- 2006  wystawa indywidualna, Horgen, Szwajcaria
- 2007 wystawa indywidualna, Freiburg, Niemcy
- 2007 wystawa indywidualna, St. Gallen, Szwajcaria
- 2008  wystawa indywidualna Wittenberga, Niemcy
- 2009 wystawa indywidualna Karlsruhe, Niemcy
- 2010 wystawa indywidualna Berlin, Niemcy
- 2010 wystawa indywidualna Darmstadt-Arheilgen Ev.Gemeinde, Niemcy
- 2011 wystawa indywidualna Zurych, Szwajcaria
- 2011 Jarmark świąteczny, Modehaus Reischmann Ravensburg, Niemcy
- 2011 Jarmark świąteczny, Mode+Sport Reischmann Kempten, Niemcy
- 2012 wystawa indywidualna Evangelisches Gemeindehaus Gaildorf-Eutendorf, Niemcy